# Lago Washington
O lago Washington é o segundo maior lago natural no estado de Washington, Estados Unidos, menor apenas que o lago Chelan; é o maior lago situado no Condado de King. Ele está situado entre Seattle (oeste), Bellevue e Kirkland (leste), Renton (sul), Kenmore (norte), e nele situa-se a ilha Mercer. O lago Washington é alimentado pelo rio Sammamish ao norte e pelo rio Cedar ao sul.

## Canais e pontes
Antes da construção do canal de navios do lago Washington em 1916, a saída do lago era o rio Preto, que unia-se ao rio Duwamish até a baía de Elliott. Quando o canal foi aberto, o nível do lago desceu cerca de três metros. O canal para a Puget Sound tornou-se a maior saída do lago, causando a seca do rio Preto até seu desaparecimento.
Quatro pontes cruzam o lago Washington. A ponte flutuante Evergreen Point transporta a Rota Estadual 520 entre as regiões de Montlake e Medina. As pontes Lacey V. Murrow e Third Lake transportam a Interestadual 90, de Seattle para a ilha Mercer. A ponte East Channel transporta a Interestadual 90 da ilha Mercer à Bellevue. As pontes Evergreen Point, Lacey V. Murrow e Third Lake são a maior, segunda maior e quinta maior pontes flutuantes do mundo, respectivamente.
Pontes flutuantes de concreto foram empregados devido ao fundo profundo e lamoso do lago, que impediam a instalação de pilares ou torres necessárias para a construção de uma ponte de bancos ou por suspensão, respectivamente. Apesar de muitos terem questionado a qualidade de pontes flutuantes de concreto após o afundamento de uma das pontes da Interestadual 90 no início da década de 1990, posteriormente descobriu-se que o incidente foi causado por tratamento impróprio de um processo para remover as calçadas da ponte para alargar suas rodovias.

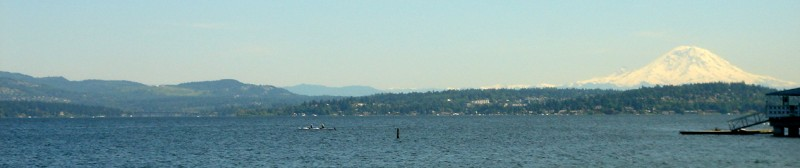
Lago Washington, olhando-se ao sul em direção à ilha Mercer com o monte Rainier ao fundo